# الاقتصاد في إنجلترا الجديدة
نيو إنجلاند (بالإنجليزية: New England) هي منطقة تقع في الركن الشمالي الشرقي من الولايات المتحدة، وتتميز بمساحتها الصغيرة نسبيًا وكثافتها السكانية المرتفعة مقارنة ببقية البلاد. كانت المنطقة مهد الثورة الصناعية في الولايات المتحدة، وعانت من تراجع في النشاط الصناعي التقليدي. اليوم، تُعتبر نيو إنجلاند مركزًا رئيسيًا في مجالات التعليم، البحث العلمي، التكنولوجيا المتقدمة، التمويل، والطب.

## التاريخ والاقتصاد
كان لها دور بارز في التصنيع، وكانت مصدرًا رئيسيًا للموارد الطبيعية، مثل الغرانيت، وجراد البحر، وسمك القد. يتركز معظم سكان المنطقة على السواحل وفي الولايات الجنوبية منها، ويتمتعون بهوية إقليمية قوية. بدأت صناعة النسيج الأمريكية في المنطقة، خصوصًا على طول نهر بلاكستون (Blackstone River) ، حيث أُنشئت طاحونة سلاتر (Slater Mill) في مدينة بوتكيت(Pawtucket)، رود آيلاند (Rhode Island) ، والتي تُعد من أوائل المصانع في البلاد.
خلال النصف الأول من القرن العشرين، شهدت نيو إنجلاند تراجعًا صناعيًا مع انتقال الشركات إلى الغرب الأوسط، وتحوّلت صناعات النسيج والأثاث إلى الجنوب. ومع مرور الوقت، توسع اقتصاد المنطقة ليشمل التكنولوجيا المتقدمة، والصناعات الدفاعية، والخدمات المالية، والتعليم، والرعاية الصحية.
بحسب بيانات عام 2007، بلغ الناتج المحلي الإجمالي المعدل حسب التضخم للولايات الست المكونة لنيو إنجلاند نحو 763.7 مليار دولار أمريكي، حيث ساهمت ولاية ماساتشوستس بـ365 مليار دولار، بينما كانت مساهمة فيرمونت الأقل عند 25.4 مليار دولار

## الصادرات

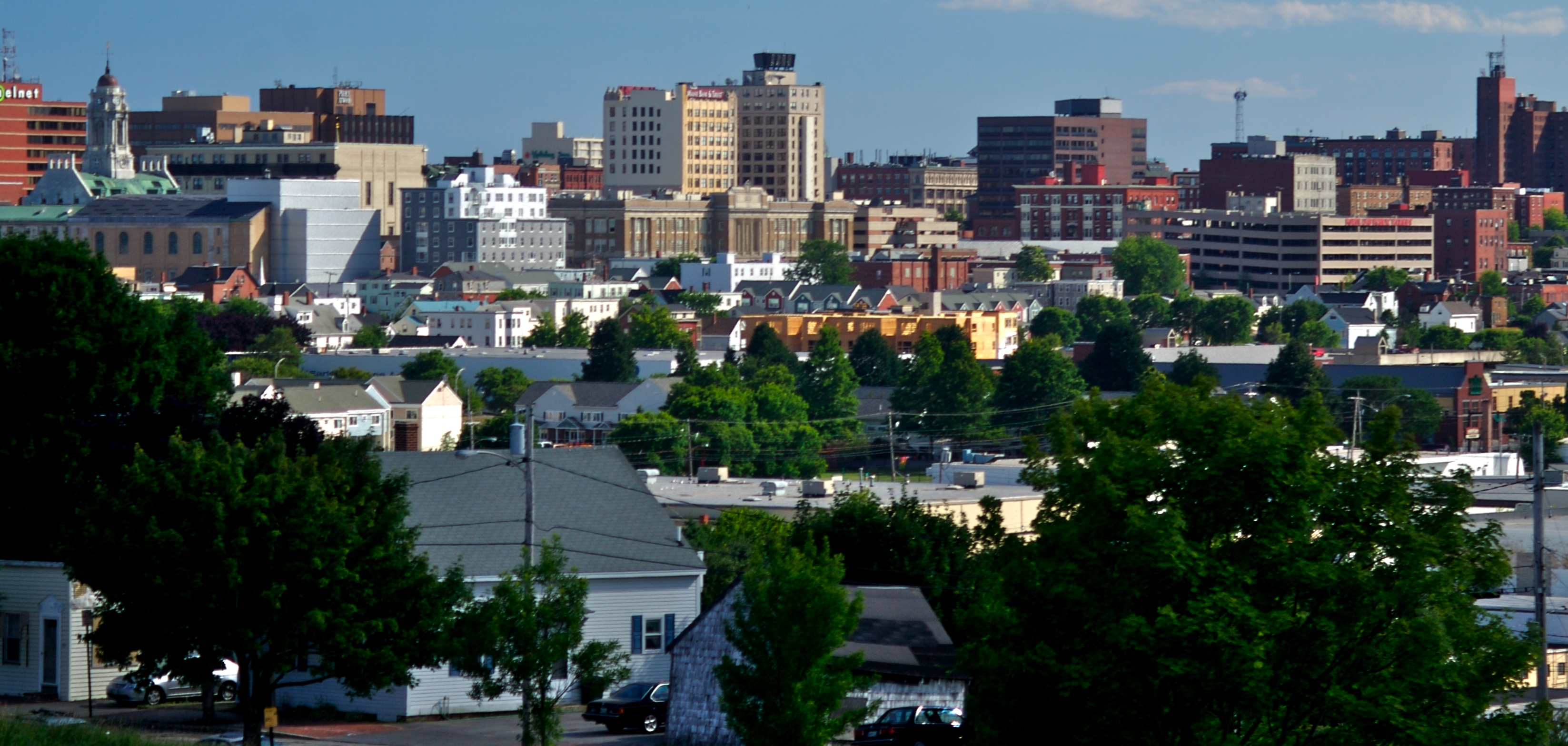
بورتلاند ، مين ، أكبر مدينة ميناء حمولة في إنجلترا الجديدة

تتركز صادرات نيو إنجلاند في المنتجات الصناعية، خاصة الآلات المتخصصة والأسلحة، بما في ذلك الطائرات والصواريخ. وتشكّل المعدات الإلكترونية، والكهربائية، والمواد الكيميائية، ومعدات النقل نحو ثلاثة أرباع إجمالي صادراتها.
تشمل الصناعات المتميزة في المنطقة:
- استخراج الغرانيت في باري، فيرمونت.
- صناعة البنادق في سبرينغفيلد (ماساتشوستس) وساكو (مين).
- بناء القوارب في جروتون (كونيتيكت) وباث (مين).
- صناعة الأدوات اليدوية في تورنرز فولز، ماساتشوستس.

كما تُعد هارتفورد مركزًا مهمًا لصناعة التأمين في المنطقة
وتصف وزارة التجارة الأمريكية اقتصاد نيو إنجلاند بأنه صورة مصغرة للاقتصاد الأمريكي، نظرًا لتنوعه الذي يشمل الصناعة، والخدمات، والتكنولوجيا، والزراعة، مما يعكس الخصائص الاقتصادية العامة للبلاد.

## التصنيع
وفقًا لدراسة أجرتها جامعة كونيتيكت في عام 2010، تبيّن أن خمس من الولايات الست في نيو إنجلاند تحتل المرتبة 43 أو أقل من حيث تكاليف التصنيع، مما يشير إلى أن التصنيع في المنطقة بشكل عام أكثر تكلفة من بعض الأجزاء الأخرى من الولايات المتحدة. كانت ولاية مين هي الأقل تكلفة في المنطقة، بينما تعادل ولايات فيرمونت، ورود آيلاند، ونيو هامبشاير في المركز الأخير من حيث تكاليف التصنيع.
في محاولة للتكيف مع التغيرات الاقتصادية، بدأت بعض المدن الصناعية التاريخية، مثل مدينة لويل في ماساتشوستس، في إعادة استخدام مباني المطاحن القديمة لتحويلها إلى مشاريع سكنية وتجارية.

## الزراعة
تُعد الزراعة محدودة بسبب التربة الصخرية، والمناخ البارد، وصغر المساحة، إلا أن بعض الولايات تتصدر في إنتاج أنواع محددة:
- تحتل مين المرتبة التاسعة في تربية الأحياء المائية.[5]
- تنتج فيرمونت كميات كبيرة من منتجات الألبان.[6]
- تحتل كونيتيكت وماساتشوستس مراتب متقدمة في زراعة التبغ.[7][8]
- يُزرع التوت البري في منطقة كيب كود، وتُنتج ولاية مين العنب البري بكثرة.

## الطاقة

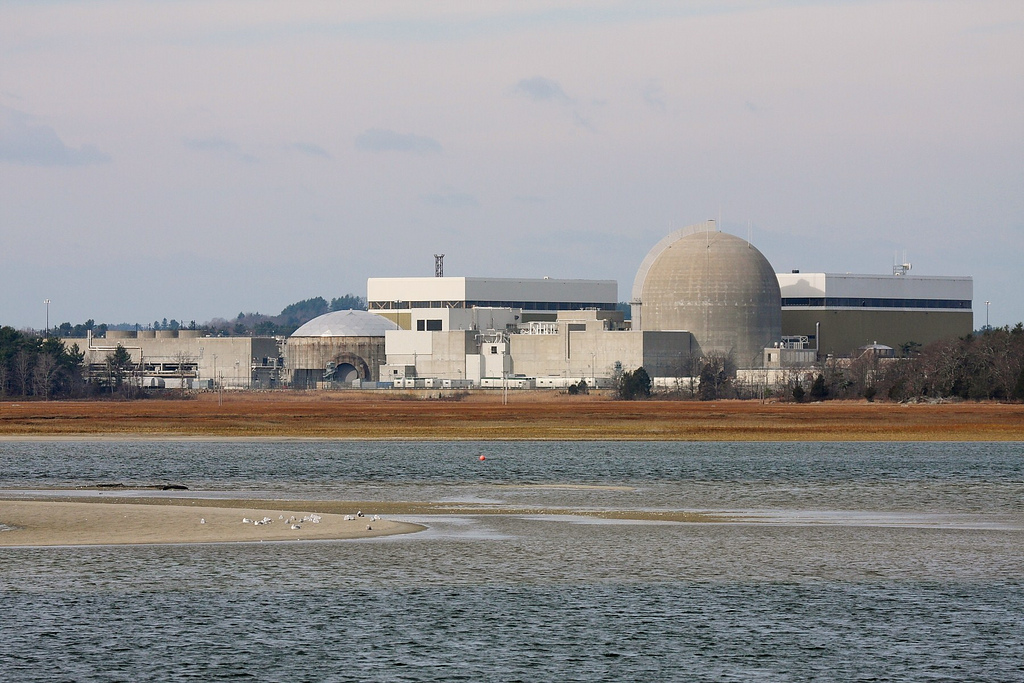
محطة سيبروك للطاقة النووية في سيبروك ، نيو هامبشاير.

تُعد نيو إنجلاند من أكثر المناطق كفاءة في استهلاك الطاقة في الولايات المتحدة، حيث تحتل جميع ولاياتها باستثناء مين، مراتب ضمن العشر الأوائل من حيث كفاءة استخدام الطاقة. في المقابل، تُصنّف كل ولايات نيو إنجلاند ضمن أغلى عشر ولايات من حيث أسعار الكهرباء.
تعتمد بعض ولايات المنطقة بشكل كبير على الطاقة النووية، مثل:
- فيرمونت (73.7٪ من استهلاك الكهرباء).
- كونيتيكت (48.9٪).
- نيوهامبشير (46٪).[11]

## الضرائب
أظهرت دراسة بين عامي 2005 و2008 أن ولايات رود آيلاند وكونيتيكت ونيو هامبشير كانت من بين الولايات التي سجلت أعلى متوسط لضرائب الممتلكات. وعلى النقيض من ذلك، لا تفرض نيو هامبشير ضريبة على الدخل أو المبيعات.
وفقًا لمؤسسة الضرائب الأمريكية، كانت جميع ولايات نيو إنجلاند، باستثناء نيو هامبشير، أعلى من متوسط الأعباء الضريبية المحلية في الولايات المتحدة في عام 2010. ومع ذلك، تجدر الإشارة إلى أن الأعباء الضريبية كانت متقاربة إلى حد كبير بين الولايات الخمسين، وهو ما أشار إليه التقرير بأن "أعباء الضرائب الحكومية والمحلية كانت قريبة جدًا من بعضها البعض في جميع الولايات الخمسين".
في عام 2011، كانت أربع من أكبر عشر ولايات في الولايات المتحدة تواجه تحديات مالية كبيرة قبل موازنة حساباتها، وهي: كونيتيكت ونيو هامبشير ومين وفيرمونت.
من حيث دخل الفرد، تعتبر كونيتيكت وماساتشوستس ونيو هامبشير من أغنى الولايات في الولايات المتحدة، مع تصدر كونيتيكت المرتبة الأولى في قائمة الولايات الأكثر ثراءً.

## العمالة حسب الولاية
تغيرت معدلات البطالة في منطقة نيو إنجلاند بين عامي 2010 و2012، بعد التأثيرات السلبية للركود الكبير في 2008. على الرغم من أن بعض الولايات مثل ماساتشوستس ونيو هامبشاير أظهرت تحسنًا في معدلات البطالة، إلا أن ولايات أخرى مثل رود آيلاند شهدت معدلات بطالة مرتفعة. وفيما يلي جدول يوضح معدلات البطالة في الولايات الست التي تشكل نيو إنجلاند:
| منطقة التوظيف              | أكتوبر 2010 | أكتوبر 2011 | أكتوبر 2012 | التغير الكلي |
| -------------------------- | ----------- | ----------- | ----------- | ------------ |
| الولايات المتحدة الأمريكية | 9.7         | 9.0         | 7.9         | −1.8         |
| إنجلترا الجديدة            | 8.3         | 7.6         | 7.4         | −0.9         |
| كونيتيكت                   | 9.1         | 8.7         | 9.0         | −0.1         |
| مين                        | 7.6         | 7.3         | 7.4         | −0.2         |
| ماساتشوستس                 | 8.3         | 7.3         | 6.6         | −1.7         |
| نيو هامبشاير               | 5.7         | 5.3         | 5.7         | 0.0          |
| رود آيلاند                 | 11.5        | 10.4        | 10.4        | −1.1         |
| فيرمونت                    | 5.9         | 5.6         | 5.5         | −0.4         |

## تأثير البطالة على سوق العقارات
واجهت بعض ولايات نيو إنجلاند معدلات بطالة مرتفعة بعد الركود الكبير، أبرزها رود آيلاند. كما واجهت تحديات في سوق العقارات، حيث كانت كونيتيكت، ومين، وفيرمونت من بين الولايات التي تحتاج فترات أطول لمعالجة حالات حبس الرهن، حيث تراوحت المدة ما بين 16 إلى 20 عامًا مقارنة بالمتوسط الوطني البالغ 8 سنوات.